# Bassumer Utkiek
Der Bassumer Utkiek ist ein 87 Meter hoher, künstlich aufgeschütteter Berg im Ortsteil Wedehorn, etwa 6 km südlich der Stadt Bassum in Niedersachsen. Er ist die höchste Erhebung im Landkreis Diepholz und befindet sich auf dem Gelände der AbfallWirtschaftsGesellschaft (AWG) mbH – Entsorgungszentrum Bassum. Der für die Öffentlichkeit freigegebene Bereich von 20 Hektar dient seit 2007 als Erholungsgebiet. An Sams-, Sonn- und Feiertagen besteht freier Zugang. Nach entsprechendem Schneefall existiert eine Rodelbahn.
Der Bassumer Utkiek, ein früherer Deponiebereich, wurde in den Jahren 2017 bis 2020 in einem aufwendigen Verfahren stillgelegt, komplett abgedichtet und für die nachfolgenden Generationen zukunftssicher ausgestaltet. Mit einer auf dem Deponiekörper (Abfall aus den 70er und 80er Jahren) aufgetragenen Schutzschicht wird die Natur und die Umwelt von möglichen Schadstoffen aus dem Deponieraum wirksam geschützt.
Der Bassumer Utkiek besteht aus dem oberen und dem unteren Utkiek. Der Name Bassumer Utkiek, der früher rein den oberen Utkiek beschrieb, wurde im Jahr 2010 durch einen Wettbewerb, zu dem viele Vorschläge eingegangen sind, benannt.

## Geschichte
Seit 1978 wurde das Gelände als Deponie für die Ablagerung von Abfällen genutzt und erreichte peu à peu die heutige maximale Höhe.